# Liste der Kulturgüter in Val-d’Illiez
Die Liste der Kulturgüter in Val-d’Illiez enthält alle Objekte in der Gemeinde Val-d’Illiez im Kanton Wallis, die gemäss der Haager Konvention zum Schutz von Kulturgut bei bewaffneten Konflikten, dem Bundesgesetz vom 20. Juni 2014 über den Schutz der Kulturgüter bei bewaffneten Konflikten sowie der Verordnung vom 29. Oktober 2014 über den Schutz der Kulturgüter bei bewaffneten Konflikten unter Schutz stehen.
Objekte der Kategorien A und B sind vollständig in der Liste enthalten, Objekte der Kategorie C fehlen zurzeit (Stand: 1. Januar 2023).

## Kulturgüter
| Foto |                                                                                | Objekt                                                                         | Kat. | Typ | Standort                              | Beschreibung |
| ---- | ------------------------------------------------------------------------------ | ------------------------------------------------------------------------------ | ---- | --- | ------------------------------------- | ------------ |
| ja   | Datei hochladen · Wikidata zu Wohngebäude (Q29573941)                          | Wohngebäude / Maison d’habitation KGS-Nr.: 10368                               | A    | G   | Route de Play 25 557561 / 116365      |              |
| BW   | Datei hochladen · Wikidata zu Pfarrhaus (Ehemaliges Priorat) (Q29928951)       | Pfarrhaus (ehemaliges Priorat) / Cure (ancien prieuré) KGS-Nr.: 07158          | B    | G   | Place de la Cure 1 557896 / 117117    |              |
| ja   | Datei hochladen · Wikidata zu Kirche Saint-Maurice und Glockenturm (Q29928983) | Kirche Saint-Maurice und Turm / Église Saint-Maurice et clocher KGS-Nr.: 07159 | B    | G   | Route de la Vallée 11 557884 / 117163 |              |